# Jožef Žunkovič
Jožef Žunkovič, slovenski brigadir in vojaški pilot, * 17. april 1956, Maribor.

## Vojaška kariera
- vodja projekta PROVOJ (10. marec 2003–?)
- namestnik poveljnika poveljstva sil Slovenske vojske (?–10. marec 2003)
- svetovalec načelnika GŠSV za vojno letalstvo in zračno obrambo (21. september 2001–?)
- poveljnik 1. OPP VLZO (?–21. september 2001)
povišan v brigadirja (8. maj 2000)
- poveljnik 15. brigade vojnega letalstva Slovenske vojske
povišan v polkovnika (21. december 1998)
diplomiral na letalskem vojnem kolidžu ZDA

## Politična kariera
Na državnozborskih volitvah leta 2011 je kandidiral na listi SLS.

## Odlikovanja in priznanja
- zlata medalja generala Maistra (16. marec 1993)
- bronasta medalja Slovenske vojske (24. oktober 2001)
- zlata medalja Slovenske vojske (31. maj 2004)